# المدننة (الحيمة الخارجية)

تعديل مصدري - تعديل

المدننة هي إحدى قرى عزلة يادع بمديرية الحيمة الخارجية التابعة لمحافظة صنعاء، بلغ تعداد سكانها 203 نسمة حسب تعداد اليمن لعام 2004.